# Река (остановочный пункт)

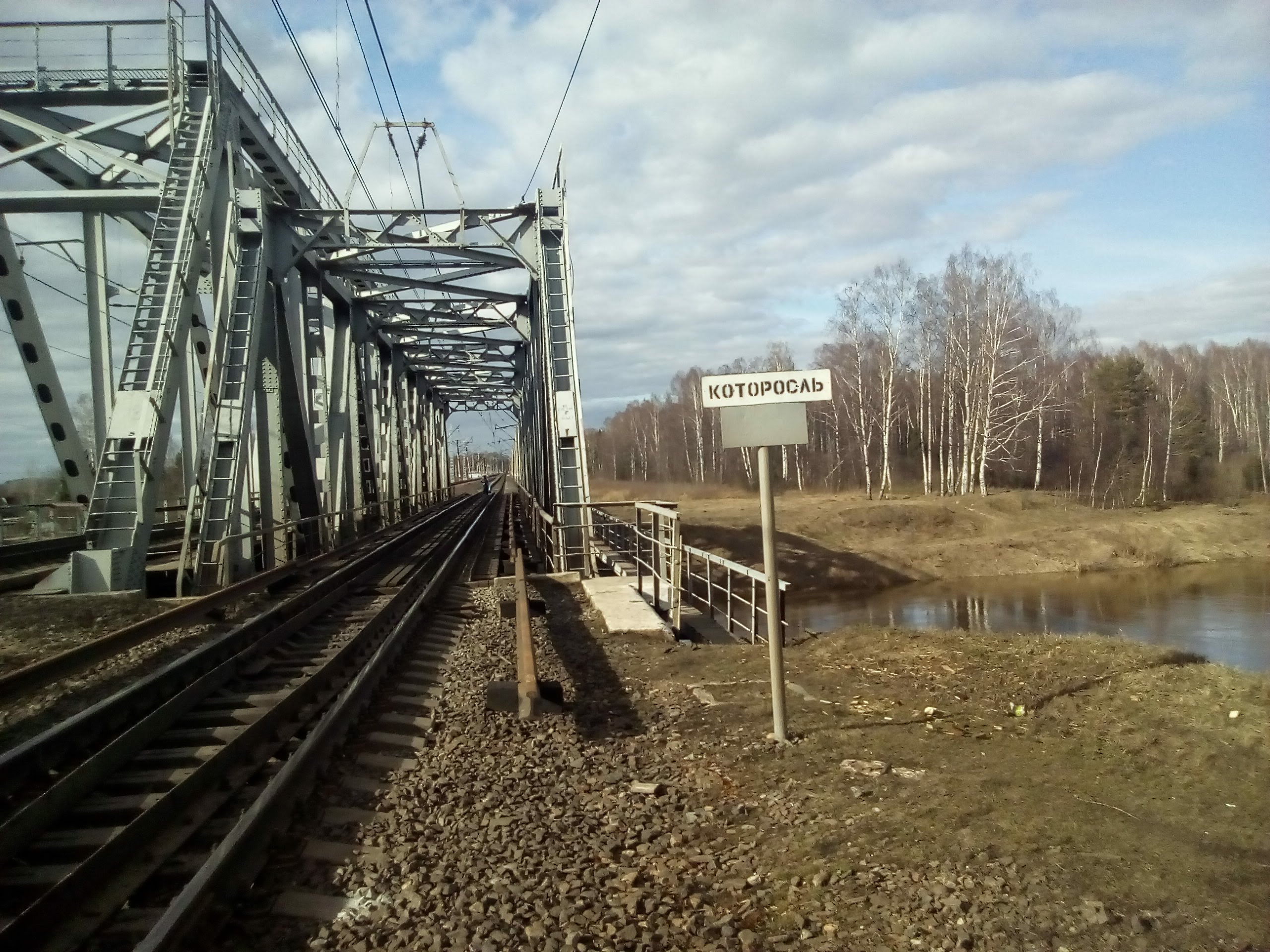

Река́ — остановочный пункт к юго-западу от города Ярославля, на левом берегу реки Которосли, по нахождению рядом с которой названа.
Находится на расстоянии 264 километра от Москвы. Является остановочным пунктом пригородных поездов южного (на Ростов и Александров I и обратно в Ярославль) направления.
Расположена в лесу севернее посёлка Козьмодемьянска, является популярным местом высадки для загородного отдыха ярославцев. Когда-то также использовалась военруками некоторых ярославских школ как место для сборов по начальной военной подготовке. Ранее на платформе было одноэтажное кирпичное здание, в котором находились билетная касса и павильон ожидания для пассажиров, а также деревянный дом, в котором жила семья кассира, и хозяйственные строения. В 1990-е годы касса была закрыта, все постройки снесены.
Открыт в 1968 году.